# Saint-Vaast-la-Hougue

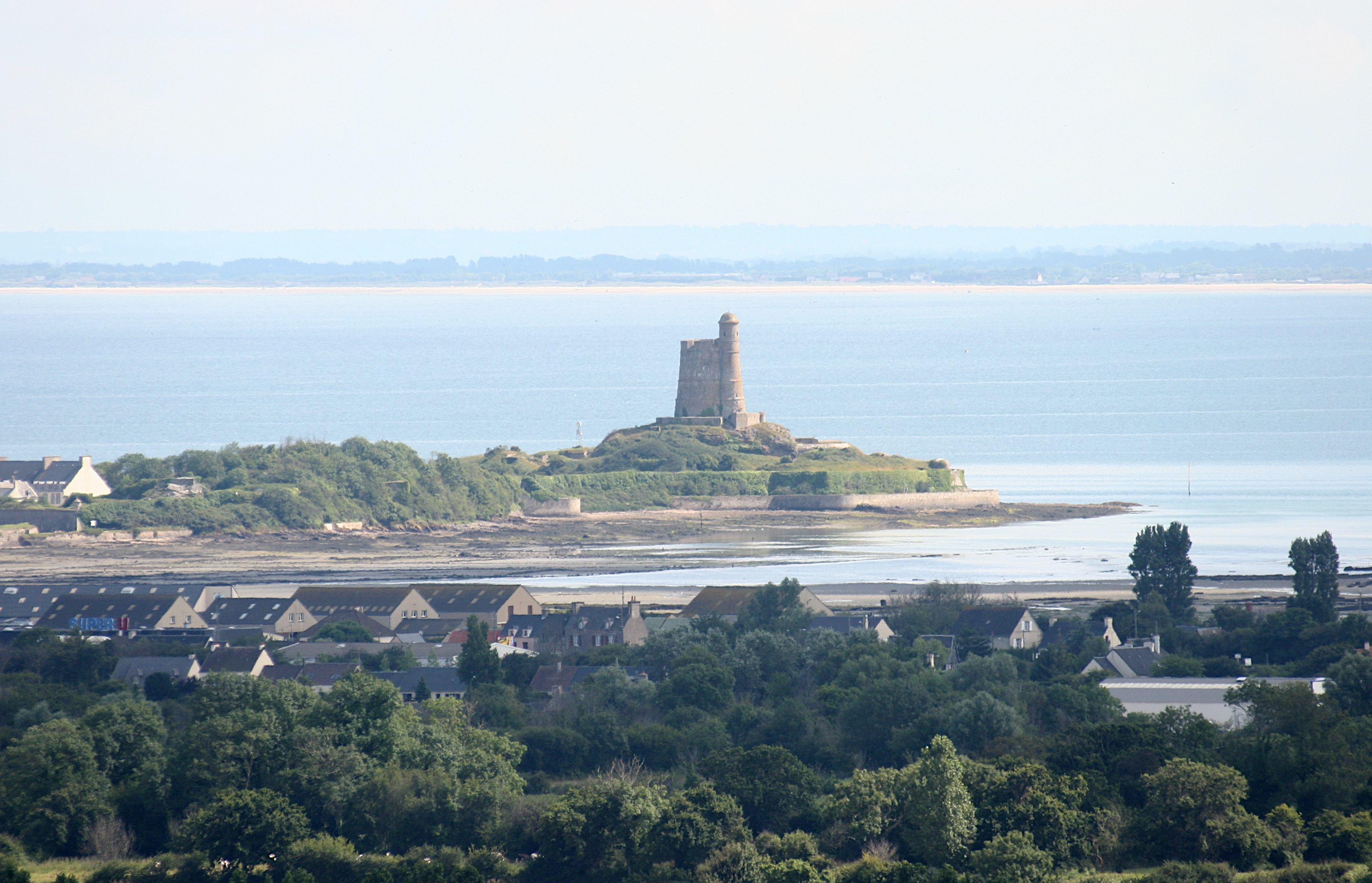
Fort Saint-Vaast

Saint-Vaast-la-Hougue – miejscowość i gmina we Francji, w regionie Normandia, w departamencie Manche, położona nad kanałem La Manche, na półwyspie Cotentin.
Według danych na rok 1990 gminę zamieszkiwały 2134 osoby, a gęstość zaludnienia wynosiła 340 osób/km² (wśród 1815 gmin Dolnej Normandii Saint-Vaast-la-Hougue plasuje się na 89. miejscu pod względem liczby ludności, natomiast pod względem powierzchni na miejscu 780.).
W 1692 pod miejscowością rozegrała się bitwa morska pod La Hougue.